# 転生したらオレがヒロインであいつが勇者だった
『転生したらオレがヒロインであいつが勇者だった』（てんせいしたらオレがヒロインであいつがゆうしゃだった）は、みずのもとによる漫画作品。『コミックガルド』（オーバーラップ）にて2020年4月3日より連載中。

## あらすじ
どこにでもいる普通の高校生・安曇圭人は、暴走したトラックに突っこまれ、気がついたら異世界に転生してヒロインになっていた。友人の大河は同じく転生し、勇者となっていたのだった。
村を焼き払われたというズルーは、それが勇者の仕業であると声をかけてくる。そこで大河と安曇は村を焼いた犯人を捜すことにする。ズルーに魔王を倒すと元の世界に帰ることができる話を聞き、安曇は大河に打倒魔王のお願いをする。魔王城には遊覧船に乗って行くと知るが、高額のため断念し、金を貯めることになる。ズルーにギルドを案内され、仲間を雇おうとするも金がかかるため断念。ギルドのマスター・エメルダから町民などからの依頼を解決し、報酬を貰うことを勧められる。そして安曇と大河は、依頼を解決していく。

## 登場人物
安曇 圭人（あずみ けいと） / アズミ
ポジティブな性格。転生前は普通の高校生だった。ヒロインとしての設定はジーナビア王国の王女。
大河（たいが） / タイガ
勇者。転生前は圭人の友人。勇者として「失われし古代の超文明によって造られた破壊の天使＜デス・エンジェル＞」という設定がある。剣も魔法も使える。転生前にゲームの職業を選ぶ時にパン職人を希望していた。
ズルー
安曇と大河の仲間。村を焼き払われたモンスター。
エメルダ
ギルドのマスター。
セシル
道具屋の主人。
フレイア
魔王直属の四天王のひとり。美少女。金がないため、魔王城に帰れない。
グリン
フレイアの同僚。
クリフォード
王女であるアズミ（安曇）の騎士で許嫁。

## 書誌情報
- みずのもと 『転生したらオレがヒロインであいつが勇者だった』 オーバーラップ〈ガルドコミックス〉、既刊5巻（2023年3月25日現在）
  1. 2020年8月25日発売[2][3]、ISBN 978-4-865-54729-0
  2. 2021年2月25日発売[4]、ISBN 978-4-86554-858-7
  3. 2021年9月25日発売[5]、ISBN 978-4-82400-007-1
  4. 2022年5月25日発売[6]、ISBN 978-4-8240-0197-9
  5. 2023年3月25日発売[7]、ISBN 978-4-8240-0450-5